# Vitas Gerulaitis
Vytautas Kevin "Vitas" Gerulaitis, född 26 juli 1954 i Brooklyn, New York, USA, död 17 september 1994 i Southampton, Long Island, New York, var en amerikansk litauisk-ättad högerhänt professionell tennisspelare, känd som en av världens främsta under andra halvan av 1970-talet och första halvan av 1980-talet. Under karriären vann han 24 singel- (varav 1 Grand Slam-titel)- och 8 dubbeltitlar (varav 1 Grand Slam-titel). Gerulaitis, som bäst rankad som världstrea i singel 1978, avslutade sin internationella tävlingskarriär 1986.

## Tenniskarriären
Gerulaitis nådde sin första Grand Slam (GS)-final i singel 1977 i Australiska öppna. Han mötte i finalen John Lloyd som han besegrade i en dramatisk femsetsmatch med siffrorna 6-3, 7-6, 5-7, 3-6, 6-2. Sin andra singelfinal i en GS-turnering spelade han i US Open 1979. Han mötte där landsmannen John McEnroe som vann i tre raka set med 7-5, 6-3, 6-3.  McEnroe vann därmed sin första GS-titel i singel.
Den följande spelsäsongen, 1980, mötte han Björn Borg i finalen i Franska öppna. Han förlorade också denna final i tre raka set med siffrorna  6-4, 6-1, 6-2. Redan 1977 hade han mött Borg i semifinal i Wimbledonmästerskapen. Den gången var matchen mycket jämn, och Borg lyckades vinna först efter fem spelade set (6-4, 3-6, 6-3, 3-6, 8-6).
Gerulaitis vann dubbeltiteln i Wimbledon 1975 tillsammans med Sandy Mayer.
Vitas Gerulaitis deltog i det amerikanska Davis Cup-laget 1976, 1978, 1979 och 1980. Han spelade totalt 14 matcher och vann 11 av dessa. År 1979 mötte det amerikanska laget ett lag från Italien i världsfinalen. Amerikanerna vann mötet med 5-0 och blev därmed cupsegrare. Gerulaitis vann sina 2 singelmatcher över Adriano Panatta (6-1, 6-3, 6-3) och Corrado Barazzutti (6-2, 3-2, uppgivet).

## Spelaren och personen
Vitas Gerulaitis var son till immigranter från Litauen. 
Gerulaitis var känd för sin enastående snabbhet och förmåga att "täcka" hela banan. Särskilt skicklig var han i positioner framme vid nät. Han var en lång spelare med ett långt blont hårsvall, vilket var på modet vid den tiden. Gerulaitis var nära vän med Björn Borg.
Gerulaitis dog i en olyckshändelse i september 1994 vid en ålder av 40 år. Det har uppgivits att han hos en vän i Southampton, Long Island, blev kolmonoxidförgiftad till följd av ett fel i en luftkonditioneringsanläggning. Detta orsakade hans död under sömnen.

## Grand Slam-finaler, singel (3)

### Titlar (1)
| År   | Mästerskap              | Finalmotståndare | Resultat                |
| 1977 | Australiska öppna (Dec) | John Lloyd       | 6–3, 7–6, 5–7, 3–6, 6–2 |

### Finalförluster (2)
| År   | Mästerskap    | Finalmotståndare | Resultat      |
| 1979 | US Open       | John McEnroe     | 7–5, 6–3, 6–3 |
| 1980 | Franska öppna | Björn Borg       | 6–4, 6–1, 6–2 |

## Övriga Grand Slam-titlar
- Wimbledonmästerskapen
  - Dubbel - 1975 (med Sandy Mayer)